# Riserva naturale Isola Uccellanda
La riserva naturale Isola Uccellanda è un'area naturale protetta situata sulla sponda sinistra orografica dell'Oglio, tra le province di Brescia e Cremona, istituita con decreto del Consiglio regionale nº 1329 del 31 maggio 1989.

## Territorio
L'area protegge un tratto di bosco planiziale lungo il fiume Oglio. È presente una piccola lanca in fase di interramento. Può essere considerata un anello di congiunzione tra la riserva naturale Bosco della Marisca e la riserva naturale Lanche di Azzanello.

## Flora
La fisionomia delle zone boschive è variegata. Il bosco misto è composto dal pioppo nero, dall'ontano nero, dalla farnia, dall'olmo campestre, dalla robinia dall'ailanto e dal platano.
Nel sottobosco arbustivo sono presenti prevalentemente le seguenti specie: il biancospino, il viburno, la sanguinella, il ligustro comune, il sambuco, il nocciolo, lo spino cervino, l'indaco bastardo, il prugnolo selvatico, il ranno spinello, il crespino, la rosa canina.